# La ville est tranquille
Pour plus de détails, voir Fiche technique et Distribution.
La ville est tranquille est un film français réalisé par Robert Guédiguian, sorti en 2000.

## Synopsis
En l'an 2000 à Marseille, Michèle, Paul, Viviane, Abderamane, Claude, Gérard, Ameline, Sarkis doivent faire face aux difficultés de la vie.
Michèle est une ouvrière à la criée aux poissons, qui s'est mis en tête de sauver sa fille toxicomane. Paul trahit ses amis dockers en grève pour devenir chauffeur de taxi.
Viviane Froment est une musicienne qui ne supporte plus la gauche réaliste que représente son mari. Abderamane, transformé par la prison, cherche à aider ses frères.
Claude a des affinités avec des militants d'extrême droite. Gérard a un rapport à la mort, la sienne et celle des autres, qui prête au mystère.
Les parents de Paul, retraités, ne voteront plus jamais. Le corps d'Ameline affiche la santé qu'elle voudrait insuffler au peuple en lui rappelant ses origines pré-monothéistes.
Sarkis se bat pour le piano à queue dont il rêve. Toutes ces personnes vivent des histoires singulières et enchevêtrées qui se déroulent dans le même lieu au même moment, Marseille en l'an 2000 et qui, face à la montée de l'insignifiance et de la confusion, attestent que la ville n'est pas tranquille.

## Fiche technique
- Titre : La ville est tranquille
- Réalisation : Robert Guédiguian
- Scénario : Jean-Louis Milesi et Robert Guédiguian
- Sociétés de production : Canal+, Agat Films & Cie et Diaphana Films
- Société de distribution : Diaphana Films (France)
- Producteur : Bruno Ghariani
- Montage :  Bernard Sasia
- Costumes : Catherine Keller
- Cascadeur :  Catherine Mourlon, Patrick Sendjakedine
- Photographie : Bernard Cavalié
- Pays d'origine :  France
- Format : couleur - 1,66:1 - Dolby Digital - 35 mm
- Genre : drame
- Durée : 133 minutes
- Dates de sortie :
  - Italie : 30 août 2000 (Mostra de Venise)
  - France : 17 janvier 2001

## Distribution
- Ariane Ascaride : Michèle
- Jean-Pierre Darroussin : Paul
- Gérard Meylan : Gérard
- Jacques Boudet : Jean, père de Paul
- Christine Brücher : Viviane Froment
- Jacques Pieiller : Yves Froment
- Pascale Roberts : mère de Paul
- Julie-Marie Parmentier : Fiona
- Pierre Banderet : Claude
- Alexandre Ogou : Abderramane
- Véronique Balme : Ameline
- Frédérique Bonnal : Mrs. Préférence Nationale
- Jacques Germain : M. Préférence Nationale
- Alain Lenglet : déménageur de piano
- Amar Toulé : Momo, frère d'Abderramane
- Patrick Bonnel : le postier
- Yann Trégouët : le jeune qui provoque Gérard
- Philippe Leroy : René

## Distinctions[1]

### Récompenses
- Prix du cinéma européen « Prix Fipresci - choix des critiques » 2001
- Festival international du film d'amour de Mons 2001, prix du meilleur scénario
- Festival international de Valladolid 2000 :
  - Meilleure actrice pour Ariane Ascaride
  - Golden Spike

### Nominations et sélections
- Prix du cinéma européen meilleure actrice pour Ariane Ascaride en 2001
- Prix du cinéma européen Scénariste européen de l'année 2001
- Political Film Society (en) : Political Film Society Award for Democracy (de) en 2003